# Günther Leitner
Günther Leitner (* 5. Juni 1946 in Linz) ist ein pensionierter österreichischer Kulturmanager im Dienst der Diözese Linz.

## Leben und Wirken
Er trat 1982 in den kirchlichen Dienst ein und war dort zunächst als Referent bei der Telefonseelsorgetätig. Von 1990 bis 2000 war er zunächst Organisationsreferent und dann bis 2011 Leiter des seit 1943 bestehenden Katholischen Bildungswerks der Diözese Linz. In dieser Funktion war er Vorgesetzter von 22 Mitarbeitern, die rund 2.500 freiwillige Mitarbeiter der örtlichen Einrichtungen des Katholischen Bildungswerks in den Pfarren der Diözese Linz betreuen.
Leitner wird die Entwicklung des Katholischen Bildungswerkes der Diözese Linz zu einer modernen Organisation der allgemeinen Erwachsenenbildung im Spitzenfeld der österreichischen Erwachsenenbildungsorganisationen zugeschrieben.
Eckpunkte waren 1994 die Bildung einer Dachorganisation für Spielgruppen und Elternbildungsveranstaltungen unter der einheitlichen Marke SPIEGEL, 1998 die Trägerschaft für das Qualitätssiegel des Erwachsenenbildungs-Forums Oberösterreich und im Jahr 2000 die Umsetzung der Studie SIMA der Universität Erlangen im Projekt SELBA – Selbständig im Alter für das Bundesland Oberösterreich. Zusammen mit dem Land Oberösterreich, dem Bundesministerium für Bildung, Wissenschaft und Kultur sowie dem Europäischen Sozialfonds wurde das Projekt Management-Kompetenz im Ehrenamt, Mehrwert für Gesellschaft und Beruf, initiiert.  Die Einführung von Regionsbegleiterinnen und -begleitern als Verbindung der Diözesanstelle mit den Ehrenamtlichen in den Pfarren erwies sich als professionelle Innovation.
Leitner ist verheiratet und Vater einer Tochter und eines Sohnes.

## Auszeichnungen
- Goldenes Verdienstzeichen des Landes Oberösterreich (2006)
- Kulturmedaille des Landes Oberösterreich (2011)
- Konsulent der Oberösterreichischen Landesregierung für Soziales (2013)[4]